# Vacovice

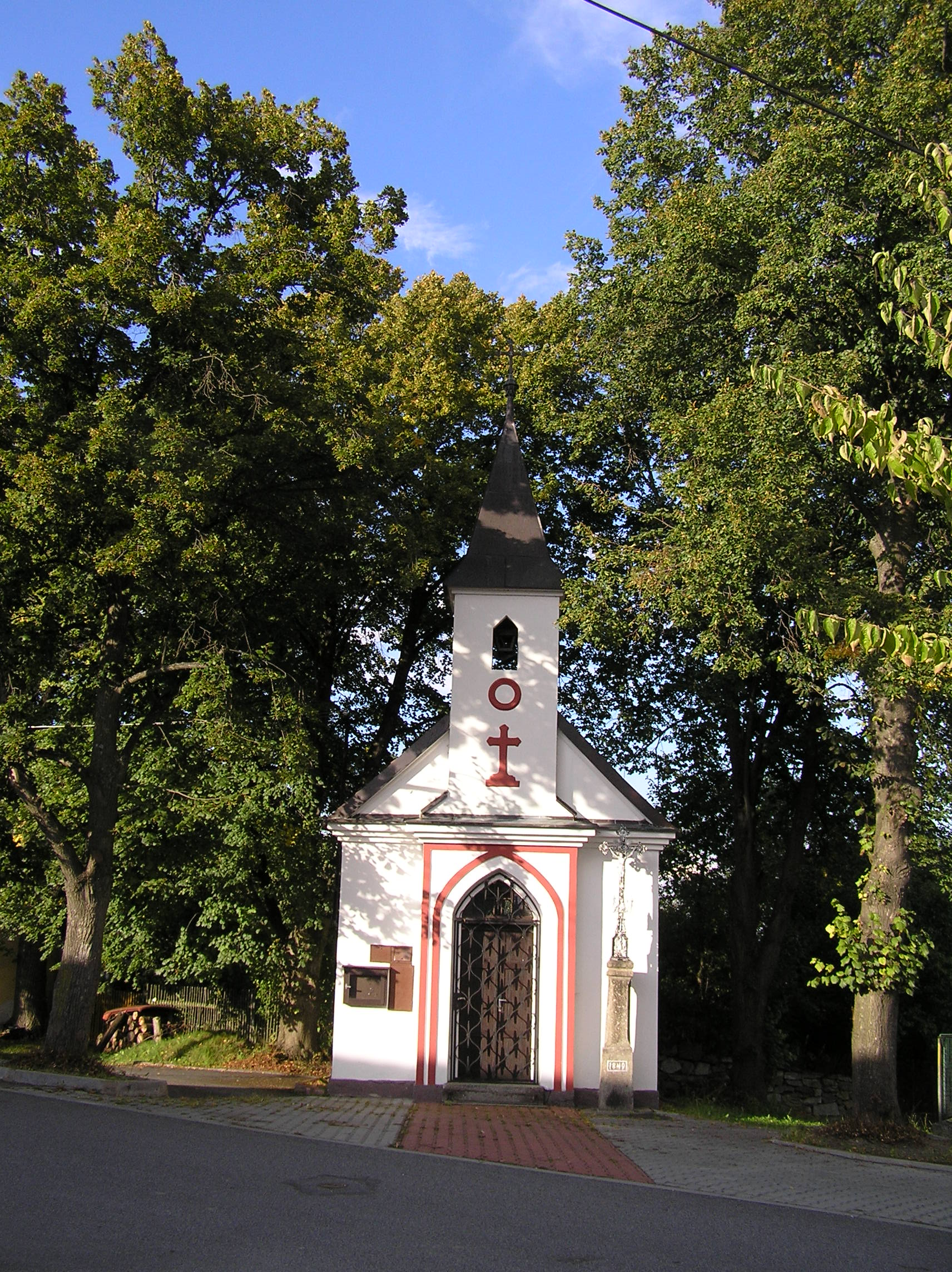
Kapelle Herz Jesu

Vacovice (deutsch Watzowitz) ist eine Gemeinde in Tschechien. Sie liegt neun Kilometer südwestlich von Volyně in Südböhmen und gehört zum Okres Strakonice.

## Geographie

### Geographische Lage
Vacovice befindet sich im Vorland des Böhmerwaldes. Das Dorf liegt auf einem Höhenzug rechtsseitig über dem Tal des Baches Peklov. Im Nordosten erhebt sich der Mlaď (663 m), südöstlich der Vacovický vrch (823 m), im Süden die Na Kozlinách (779 m), westlich die Radešice (700 m) und im Nordwesten der Na Velkém poli (749 m). Östlich entspringt der Čestický potok.

### Gemeindegliederung
Für die Gemeinde Vacovice sind keine Ortsteile ausgewiesen. Zu Vacovice gehören die Einschichten U Babylonů und U Mezulánů.

### Nachbargemeinden
Nachbarorte sind V Mlýnech, Dřešín und Záhorský Mlýn im Norden, Na Kobylce, Čestice und Nuzín im Nordosten, U Babylonů,  U Mezulánů, Krušlov und Nahořany im Osten, V Lesích, U Dobré Vody, Záhoříčko und Předenice im Südosten, Horosedly und Na Samotách im Süden, Žár, Ptákova Lhota und Miřetice im Südwesten, Vacov, Chvalšovické Chalupy, Chvalšovice und Radkovice im Westen sowie Bezděkov, Hutar und Dobrš im Nordwesten.

## Geschichte
Vacovice wurde vermutlich im Zuge der Kolonisation der Grenzwälder während der Regentschaft Ottokar II. Přemysls gegründet. Ebenso wird vermutet, dass der 1297 in den königlichen Ladungstafeln (desky půhonné) als Zeuge erwähnte Ritter Vojéř Šaška von Vašovice mit dem Dorf in Verbindung steht. Dessen Herkunft wurde sowohl durch Sedláček als auch Ottos Konversationslexikon einem erloschenen Dorf bei Žatec zugeordnet, jedoch wurde zugleich mit Šaška von Vašovice auch ein Herr von Vimperk als weiterer Zeuge aufgeführt. Als weitere Angehörige dieses Geschlechts sind im Jahre 1436 Peter von Vacovice und 1566 der Strakonitzer Burggraf Kryštof Saska von Vacovice bekannt. Letzter gilt als der Vater der als Geliebten Peter Wok von Rosenbergs und Weiße Frau von Soběslav legendenumwobenen Zuzana Vojířová von Vacovice. Bisher wurden jedoch in Vacovice keine Nachweise für eine Feste der Ritter Šaška Vojíř gefunden.
Die erste schriftliche Erwähnung des zum Gut Čestice gehörigen Dorfes erfolgte im Jahre 1467. Einige Hinweise deuten darauf, dass das Dorf zuvor zur Burg Gans gehört hat. Nach der Schlacht am Weißen Berg wurden die Güter des Johann von Malowetz konfisziert und Čestice 1628 an Jakob Graf Kießel verkauft. Weitere Besitzer waren ab 1702 u. a. die Říčanský von Říčan, danach erneut die Ritter von Malowetz; später Franz Graf Taaffe und ab 1832 Joseph Ludwig Malabaila von Canal. Im Jahre 1840 bestand Watzowitz aus 33 Häusern mit 245 Einwohnern. Pfarrort war Dobrš (Dobř). Bis zur Mitte des 19. Jahrhunderts blieb das Dorf immer dem Gut Čestitz untertänig.
Nach der Aufhebung der Patrimonialherrschaften bildete Vacovice/Wacowitz mit den Ortsteilen Dřešín und Chvalšovice ab 1850 eine Gemeinde in der Bezirkshauptmannschaft Strakonice und dem Gerichtsbezirk Volyně. Wegen der Höhenlage und der steinigen Böden war der landwirtschaftliche Ertrag so gering, dass sich die Bewohner ihren Lebensunterhalt durch Heimweberei sichern mussten. Hauptsächlich wurde Flachs angebaut. Aus dieser Zeit stammt auch der volkstümliche Ausspruch, dass das Leben in Vacovice, Krušlov und Ptákova Lhota so schlecht sei, wie es selbst der Teufel nicht gewollt habe. Der Sitz des Gemeindeamtes in Vacovice war von den Bewohnern der Ortsteile nur über weite Umwege oder ungangbare Wege durch das Peklovtal erreichbar. Im Jahre 1909 lösten sich Dřešín und Chvalšovice schließlich von Vacovice los und bildeten eigene Gemeinden. Infolge der Industrialisierung der Weberei wurde die Heimweberei immer unwirtschaftlicher. Der letzte Webstuhl in Vacovice stand bis 1928 in Betrieb. Zum 1. Februar 1949 wurde Vacovice dem Okres Vimperk zugeordnet. Nach der Aufhebung des Okres Vimperk wurde die Gemeinde am 1. Juli 1960 Teil des Okres Strakonice. 1964 erfolgte die Eingemeindung nach Nahořany. Mit diesem zusammen wurde Vacovice am 1. Juni 1975 Čestice zugeschlagen. Nach einem Referendum löste sich das Dorf zum 24. November 1990 wieder von Čestice los und bildete eine eigene Gemeinde. Vacovice führt ein Wappen und Banner.

## Kultur und Sehenswürdigkeiten
- Kapelle Herz Jesu, ihr Bau begann 1911 und wurde nach dem Ersten Weltkrieg vollendet
- Mehrere Wegkreuze
- Gehöft Nr. 6 neben der Kapelle, im Giebel über Hofeinfahrt befindet sich eine Figur des hl. Johannes von Nepomuk, die vom Heiligen Berg bei Příbram stammt.